# Seulo
Seulo is een gemeente in de Italiaanse provincie Zuid-Sardinië (voormalig: Cagliari) (regio Sardinië) en telt 790 inwoners (30-09-2022). De oppervlakte bedraagt 58,8 km², de bevolkingsdichtheid is 16 inwoners per km².
De gemeente Seulo staat bekend als een blauwe zone op Sardinië. Het is een van de 6 gemeenten met deze titel.
De volgende frazioni maken deel uit van de gemeente: Taccu.

## Demografie
Seulo telt ongeveer 461 huishoudens. Het aantal inwoners daalde in de periode 1991-2001 met 4,9% volgens cijfers uit de tienjaarlijkse volkstellingen van ISTAT. Het inwonertal van Seulo is sinds de laatste telling in 2001 met 233 inwoners gedaald, er is sprake van toenemende afname van het aantal inwoners in Seulo.
| Jaar | Inwoneraantal |
| ---- | ------------- |
| 1991 | 1.076         |
| 2001 | 1.023         |
| 2004 | 970           |
| 2018 | 835           |
| 2022 | 790           |

## Geografie
Seulo grenst aan de volgende gemeenten: Aritzo (NU), Arzana (NU), Gadoni (NU), Sadali, Seui (NU), Villanova Tulo.
Armungia · Assemini · Ballao · Barrali · Burcei · Cagliari · Capoterra · Castiadas · Decimomannu · Decimoputzu · Dolianova · Domus de Maria · Donòri · Elmas · Escalaplano · Escolca · Esterzili · Gergei · Gesico · Goni · Guamaggiore · Guasila · Isili · Mandas · Maracalagonis · Monastir · Monserrato · Muravera · Nuragus · Nurallao · Nuraminis · Nurri · Orroli · Ortacesus · Pimentel · Pula · Quartu Sant'Elena · Quartucciu · Sadali · Samatzai · San Basilio · San Nicolò Gerrei · San Sperate · San Vito · Sant'Andrea Frius · Sarroch · Selargius · Selegas · Senorbì · Serdiana · Serri · Sestu · Settimo San Pietro · Seulo · Siliqua · Silius · Sinnai · Siurgus Donigala · Soleminis · Suelli · Teulada · Ussana · Uta · Vallermosa · Villa San Pietro · Villanova Tulo · Villaputzu · Villasalto · Villasimius · Villasor · Villaspeciosa
1. ↑  https://demo.istat.it/?l=it.
2. ↑  admin, Blue Zone Sardinië, Italië ⋆ Jouis. Jouis (19 augustus 2021). Geraadpleegd op 22 september 2023.